# 马咏
马咏，中华人民共和国女性主持人、配音员。马咏任职于广东广播电视台，以播音名周咏主持过多档电台节目，更以担当广州地铁的广播配音而为人熟知。

## 经历
1993年，马咏考入广东电台音乐台的培训班，此后在广东电台多个频道主持节目。2003年，马咏获评第六届百优广播节目主持人。2007年，马咏通过广州地铁公司选拔，自此成为广州地铁普通话和粤语广播的配音员。